# Gelijkwaardig ouderschap
Gelijkwaardig ouderschap, ook wel gedeeld ouderschap, is het juridische beginsel dat vaders en moeders een gelijkwaardige rol hebben bij de verzorging en opvoeding van hun kind(eren). Het beginsel is in 2009 in de Nederlandse wet vastgelegd. In België is dit beginsel door de wetgever toegepast in 2006. Het beginsel is het uitgangspunt bij de wettelijke regelingen van gezag over, omgang met, zorg voor en opvoeding van de kinderen nadat de ouders zijn gescheiden of hun relatie hebben verbroken.

## Betekenis
In België is het principe van Gelijkwaardig ouderschap toegepast in de wetswijzigingen die door justitieminister Onkelinx in 2006 werden doorgevoerd. In Nederland is dit principe opgenomen in een in 2009 aangenomen amendement van de SP op de Wet Bevordering voortgezet ouderschap en zorgvuldige scheiding. Het beginsel is vastgelegd in het Burgerlijk Wetboek, artikel 1:247 BW, en dan met name lid 4.
Dit beginsel sluit het recht in voor beide ouders om hun kind(eren) te mogen zien, maar formuleert bovendien de uitgangspunten dat er sprake is van gezamenlijk gezag en dat beide ouders hun kind(eren) mogen opvoeden en verzorgen. Het omgangsrecht heeft voornamelijk betrekking op de omgang tussen ouders (of nauwe verwanten) en kinderen en heeft daarmee een ruimer bereik (ook nauwe verwanten) en een minder wijde strekking (alleen omgang).
Gelijkwaardig ouderschap houdt niet automatisch in dat de kinderen evenveel tijd doorbrengen bij beide ouders. Voorvechters van dit principe bepleiten een fifty-fifty-verdeling van verblijf en zorgtaken.
Naast het juridische beginsel treedt het begrip gelijkwaardig ouderschap ook op als richtinggevend ideaal. De strekking van het begrip wordt in dat geval niet noodzakelijkerwijs beperkt tot de situatie na scheiding. Ook binnen bestaande samenlevingen, huwelijken of andere relaties waarbij kinderen zijn gekregen of geadopteerd, kan worden gestreefd naar een gelijkwaardiger ouderschap.

## Kritiek
Op het principe van gelijkwaardig ouderschap wordt ook kritiek geleverd:
- Het beginsel verhindert het toepassen van maatwerk bij de vaststelling van het ouderschapsplan.
- Veelvuldige wisseling van verblijf en verzorgende ouder is niet in het belang van het kind dat behoefte heeft aan stabiliteit.
- Vrouwen zouden meer zijn toegerust of (gemiddeld) beter zijn voorbereid op de zorg en de opvoeding dan mannen.